# Ranking Placar
Ranking Placar é uma classificação feita pela Revista Placar pontuando as competições conquistadas ao longo da história pelos clubes de futebol do Brasil.

## Ranking
Os 50 primeiros do ranking (dezembro de 2024)
| Pos. | Clube                | UF | Pontos |
| ---- | -------------------- | -- | ------ |
| 1º   | Flamengo             | RJ | 524    |
| 2º   | Palmeiras            | SP | 488    |
| 3º   | Corinthians          | SP | 424    |
| 4º   | São Paulo            | SP | 423    |
| 5º   | Santos               | SP | 403    |
| 6º   | Cruzeiro             | MG | 371    |
| 7º   | Grêmio               | RS | 371    |
| 8º   | Internacional        | RS | 326    |
| 9º   | Atlético Mineiro     | MG | 314    |
| 10°  | Fluminense           | RJ | 308    |
| 11º  | Vasco da Gama        | RJ | 281    |
| 12°  | Botafogo             | RJ | 215    |
| 13º  | Bahia                | BA | 193    |
| 14º  | Sport                | PE | 178    |
| 15º  | Coritiba             | PR | 138    |
| 16º  | Athletico Paranaense | PR | 134    |
| 17º  | Paysandu             | PA | 118    |
| 18   | Fortaleza            | CE | 111    |
| 19º  | Vitória              | BA | 109    |
| 20°  | Ceará                | CE | 108    |
| 21°  | Remo                 | PA | 97     |
| 22º  | Santa Cruz           | PE | 96     |
| 23°  | Goiás                | GO | 76     |
| 24º  | América Mineiro      | MG | 75     |
| 25º  | Náutico              | PE | 73     |
| 26º  | Paulistano           | SP | 66     |
| 27º  | ABC                  | RN | 58     |
| 28º  | Rio Branco-AC        | AC | 50     |
| 29º  | Sampaio Corrêa       | MA | 47,5   |
| 30º  | Nacional-AM          | AM | 43     |
| 31º  | América de Natal     | RN | 42,5   |
| 32º  | America              | RJ | 42     |
| 33º  | CSA                  | AL | 41     |
| 34°  | Atlético Goianiense  | GO | 40     |
| 34º  | Criciúma             | SC | 40     |
| 36°  | Avaí                 | SC | 38     |
| 37º  | Rio Branco-ES        | ES | 37     |
| 37°  | Sergipe              | SE | 37     |
| 39º  | Figueirense          | SC | 36     |
| 40º  | CRB                  | AL | 34     |
| 41º  | Vila Nova            | GO | 33     |
| 42º  | River-PI             | PI | 31     |
| 43º  | Botafogo-PB          | PB | 30,5   |
| 44º  | Ypiranga-BA          | BA | 30     |
| 45º  | Baré                 | RR | 29     |
| 45º  | Portuguesa           | SP | 29     |
| 47º  | Goiânia              | GO | 28     |
| 47º  | Joinville            | SC | 28     |
| 49º  | Paraná               | PR | 27     |
| 49º  | Chapecoense          | MA | 27     |
| 49º  | Campinense           | PB | 27     |

*Baseado na pontuação do Fluminense ao final de 2020 que era de 271 pontos, o tricolor atualmente deveria estar com 310 pontos (12 pontos dos Cariocas de 22 e 23, 20 pontos da Libertadores de 23 e 7 pontos da Recopa de 24), mas a alteração deve ser feita pela fonte de referência.

## Sistema de pontuação
Os pontos são distribuídos segundo o número de vezes que um clube foi campeão de determinada competição ao longo de sua história. Por exemplo: se um clube foi 5 vezes campeão da Libertadores, recebe 100 pontos (5 x 20).
- 25 pontos: Copa Intercontinental e Copa do Mundo de Clubes da FIFA
- 20 pontos: Copa Libertadores da América e Campeonato Sul-Americano de Campeões
- 15 pontos: Campeonato Brasileiro e Torneio Roberto Gomes Pedrosa
- 12 pontos: Copa do Brasil e Taça Brasil
- 10 pontos: Copa Mercosul, Supercopa Libertadores da América e Copa Sul-Americana
- 07 pontos: Copa Conmebol e Recopa Sul-Americana
- 06 pontos: Campeonatos e Supercampeonatos Paulista e Carioca
- 04 pontos: Torneio Rio-São Paulo, Campeonatos e Supercampeonatos Mineiro e Gaúcho, Copas Sul/Sul-Minas, Copa Centro-Oeste, Copa Nordeste/Campeonato do Nordeste, Copa Norte-Nordeste, Copa dos Campeões e Primeira Liga
- 03 pontos: Supercopa do Brasil, Série B, Campeonatos e Supercampeonatos Paranaense, Baiano e Pernambucano
- 02 pontos: Copa Norte, Copa Verde de Futebol, Campeonatos Catarinense, Cearense, Goiano e Paraense
- 01 ponto:   Outros estaduais, Série C
- 0,5 ponto:  Série D

## Ranking de títulos nacionais, regionais e estaduais
Os 12 primeiros do ranking (dezembro de 2023)
| Pos. | Clube            | UF | Pontos |
| ---- | ---------------- | -- | ------ |
| 1º   | Palmeiras        | SP | 415    |
| 2º   | Flamengo         | RJ | 404    |
| 3º   | Corinthians      | SP | 347    |
| 4º   | Cruzeiro         | MG | 304    |
| 5º   | São Paulo        | SP | 285    |
| 6º   | Fluminense       | RJ | 281    |
| 7º   | Santos           | SP | 279    |
| 8º   | Atlético Mineiro | MG | 269    |
| 9º   | Grêmio           | RS | 268    |
| 10º  | Internacional    | RS | 247    |
| 11º  | Vasco da Gama    | RJ | 241    |
| 12º  | Bahia            | BA | 193    |

## Ranking de títulos nacionais sem os campeonatos e supercampeonatos estaduais
Os 12 primeiros do ranking (dezembro de 2023)
| Pos. | Clube            | UF | Pontos |
| ---- | ---------------- | -- | ------ |
| 1º   | Palmeiras        | SP | 265    |
| 2º   | Flamengo         | RJ | 182    |
| 3º   | Corinthians      | SP | 167    |
| 4º   | Cruzeiro         | MG | 154    |
| 5º   | Santos           | SP | 137    |
| 6º   | São Paulo        | SP | 116    |
| 7º   | Grêmio           | RS | 100    |
| 8º   | Vasco da Gama    | RJ | 87     |
| 9º   | Fluminense       | RJ | 83     |
| 10º  | Internacional    | RS | 57     |
| 11º  | Atlético Mineiro | MG | 77     |
| 12º  | Botafogo         | RJ | 54     |

## Ranking de títulos internacionais
Atualização do ranking: dezembro de 2023.
| Pos. | Clube                | UF | Pontos |
| ---- | -------------------- | -- | ------ |
| 1º   | São Paulo            | SP | 176    |
| 2º   | Santos               | SP | 131    |
| 3°   | Flamengo             | RJ | 102    |
| 4°   | Grêmio               | RS | 99     |
| 5º   | Internacional        | RS | 89     |
| 6º   | Corinthians          | SP | 77     |
| 7º   | Cruzeiro             | MG | 67     |
| 7°   | Palmeiras            | SP | 67     |
| 9º   | Vasco da Gama        | RJ | 50     |
| 10º  | Atlético Mineiro     | MG | 41     |
| 11º  | Fluminense           | RJ | 27     |
| 11°  | Athletico Paranaense | PR | 20     |
| 13°  | Chapecoense          | SC | 10     |
| 14°  | Botafogo             | RJ | 07     |

Os primeiros onze clubes citados são os clubes brasileiros campeões da Copa Libertadores da América, a principal competição continental. A Placar não considera para efeito de pontuação a Copa Rio, Copa Ouro, Copa Master e Suruga Bank/Levain Cup, entre outras menos citadas.

## Ranking de títulos sem os campeonatos e supercampeonatos estaduais
Os 12 primeiros do ranking (dezembro de 2023)
| Pos. | Clube            | UF | Pontos |
| ---- | ---------------- | -- | ------ |
| 1º   | Palmeiras        | SP | 332    |
| 2º   | Flamengo         | RJ | 284    |
| 3º   | São Paulo        | SP | 282    |
| 4º   | Santos           | SP | 268    |
| 5º   | Corinthians      | SP | 244    |
| 6º   | Cruzeiro         | MG | 211    |
| 7º   | Grêmio           | RS | 199    |
| 8º   | Internacional    | RS | 146    |
| 9º   | Vasco da Gama    | RJ | 137    |
| 10º  | Atlético Mineiro | MG | 118    |
| 11º  | Fluminense       | RJ | 103    |
| 12º  | Botafogo         | RJ | 54     |

## Ranking histórico anual
O melhor clube do ranking ao final de cada ano (31 de dezembro de 1950 até o final da Temporada de 2023)
| Ano  | Clube       | UF |
| ---- | ----------- | -- |
| 1950 | Fluminense  | RJ |
| 1951 | Fluminense  | RJ |
| 1952 | Fluminense  | RJ |
| 1953 | Fluminense  | RJ |
| 1954 | Corinthians | SP |
| 1955 | Corinthians | SP |
| 1956 | Corinthians | SP |
| 1957 | Corinthians | SP |
| 1958 | Corinthians | SP |
| 1959 | Fluminense  | RJ |
| 1960 | Fluminense  | RJ |
| 1961 | Fluminense  | RJ |
| 1962 | Santos      | SP |
| 1963 | Santos      | SP |
| 1964 | Santos      | SP |
| 1965 | Santos      | SP |
| 1966 | Santos      | SP |
| 1967 | Santos      | SP |
| 1968 | Santos      | SP |
| 1969 | Santos      | SP |
| 1970 | Santos      | SP |
| 1971 | Santos      | SP |
| 1972 | Santos      | SP |
| 1973 | Santos      | SP |
| 1974 | Santos      | SP |
| 1975 | Santos      | SP |
| 1976 | Santos      | SP |
| 1977 | Santos      | SP |
| 1978 | Santos      | SP |
| 1979 | Santos      | SP |
| 1980 | Santos      | SP |
| 1981 | Santos      | SP |
| 1982 | Santos      | SP |
| 1983 | Santos      | SP |
| 1984 | Santos      | SP |
| 1985 | Santos      | SP |
| 1986 | Santos      | SP |
| 1987 | Santos      | SP |
| 1988 | Santos      | SP |
| 1989 | Santos      | SP |
| 1990 | Santos      | SP |
| 1991 | Santos      | SP |
| 1992 | Flamengo    | RJ |
| 1993 | Flamengo    | RJ |
| 1994 | Flamengo    | RJ |
| 1995 | Flamengo    | RJ |
| 1996 | Flamengo    | RJ |
| 1997 | Flamengo    | RJ |
| 1998 | Santos      | SP |
| 1999 | Palmeiras   | SP |
| 2000 | Palmeiras   | SP |
| 2001 | Flamengo    | RJ |
| 2002 | Flamengo    | RJ |
| 2003 | Flamengo    | RJ |
| 2004 | Flamengo    | RJ |
| 2005 | São Paulo   | SP |
| 2006 | São Paulo   | SP |
| 2007 | São Paulo   | SP |
| 2008 | São Paulo   | SP |
| 2009 | São Paulo   | SP |
| 2010 | São Paulo   | SP |
| 2011 | São Paulo   | SP |
| 2012 | São Paulo   | SP |
| 2013 | São Paulo   | SP |
| 2014 | São Paulo   | SP |
| 2015 | São Paulo   | SP |
| 2016 | Santos      | SP |
| 2017 | Corinthians | SP |
| 2018 | Corinthians | SP |
| 2019 | Flamengo    | RJ |
| 2020 | Flamengo    | RJ |
| 2021 | Flamengo    | RJ |
| 2022 | Flamengo    | RJ |
| 2023 | Flamengo    | RJ |

## Ranking histórico decenal
Os 12 primeiros do ranking (31 de dezembro de 1950)
| Pos. | Clube            | UF | Pontos |
| ---- | ---------------- | -- | ------ |
| 1º   | Fluminense       | RJ | 90     |
| 2º   | Corinthians      | SP | 76     |
| 2º   | Palmeiras        | SP | 76     |
| 4º   | Vasco da Gama    | RJ | 74     |
| 5º   | Paulistano       | SP | 66     |
| 6º   | Flamengo         | RJ | 60     |
| 7º   | Atlético Mineiro | MG | 56     |
| 8º   | Botafogo         | RJ | 54     |
| 9º   | América Mineiro  | MG | 44     |
| 9º   | Internacional    | RS | 44     |
| 11º  | Bahia            | BA | 40     |
| 12º  | Sport            | PE | 39     |

Os 12 primeiros do ranking (31 de dezembro de 1960)
| Pos. | Clube            | UF | Pontos |
| ---- | ---------------- | -- | ------ |
| 1º   | Fluminense       | RJ | 110    |
| 2º   | Corinthians      | SP | 102    |
| 3º   | Palmeiras        | SP | 98     |
| 4º   | Vasco da Gama    | RJ | 96     |
| 5º   | Atlético Mineiro | MG | 80     |
| 6º   | Flamengo         | RJ | 78     |
| 7º   | Bahia            | BA | 69     |
| 8º   | Paulistano       | SP | 66     |
| 9º   | Botafogo         | RJ | 60     |
| 9º   | Internacional    | RS | 60     |
| 11º  | Coritiba         | PR | 51     |
| 12º  | Grêmio           | RS | 48     |

Os 12 primeiros do ranking (31 de dezembro de 1970)
| Pos. | Clube            | UF | Pontos |
| ---- | ---------------- | -- | ------ |
| 1º   | Santos           | SP | 253    |
| 2º   | Palmeiras        | SP | 156    |
| 3º   | Fluminense       | RJ | 137    |
| 4º   | Botafogo         | RJ | 108    |
| 5º   | Vasco da Gama    | RJ | 106    |
| 5º   | Corinthians      | SP | 106    |
| 7º   | Flamengo         | RJ | 94     |
| 8º   | Atlético Mineiro | MG | 92     |
| 9º   | Bahia            | BA | 81     |
| 10º  | Cruzeiro         | MG | 80     |
| 11º  | Grêmio           | RS | 76     |
| 12º  | Internacional    | RS | 72     |

Os 12 primeiros do ranking (31 de dezembro de 1980)
| Pos. | Clube            | UF | Pontos |
| ---- | ---------------- | -- | ------ |
| 1º   | Santos           | SP | 265    |
| 2º   | Palmeiras        | SP | 204    |
| 3º   | Fluminense       | RJ | 167    |
| 4º   | Internacional    | RS | 145    |
| 5º   | Flamengo         | RJ | 139    |
| 6º   | Vasco da Gama    | RJ | 127    |
| 7º   | Atlético Mineiro | MG | 123    |
| 8º   | Cruzeiro         | MG | 120    |
| 9º   | Corinthians      | SP | 118    |
| 10º  | Botafogo         | RJ | 108    |
| 11º  | Bahia            | BA | 105    |
| 12º  | Grêmio           | RS | 88     |

Os 12 primeiros do ranking (31 de dezembro de 1990)
| Pos. | Clube            | UF | Pontos |
| ---- | ---------------- | -- | ------ |
| 1º   | Santos           | SP | 271    |
| 2º   | Flamengo         | RJ | 253    |
| 3º   | Palmeiras        | SP | 204    |
| 4º   | Fluminense       | RJ | 200    |
| 5º   | Grêmio           | RS | 184    |
| 6º   | Internacional    | RS | 161    |
| 7º   | Vasco da Gama    | RJ | 160    |
| 8º   | Atlético Mineiro | MG | 151    |
| 8º   | Corinthians      | SP | 151    |
| 10º  | Bahia            | BA | 141    |
| 11º  | Cruzeiro         | MG | 132    |
| 12º  | São Paulo        | SP | 120    |
| 12º  | Botafogo         | RJ | 120    |

Os 12 primeiros do ranking (31 de dezembro de 2000)
| Pos. | Clube            | UF | Pontos |
| ---- | ---------------- | -- | ------ |
| 1º   | Palmeiras        | SP | 306    |
| 2º   | Flamengo         | RJ | 302    |
| 3º   | Santos           | SP | 282    |
| 4º   | São Paulo        | SP | 280    |
| 5º   | Grêmio           | RS | 270    |
| 6º   | Vasco da Gama    | RJ | 248    |
| 7º   | Cruzeiro         | MG | 239    |
| 8º   | Corinthians      | SP | 236    |
| 9º   | Fluminense       | RJ | 207    |
| 10º  | Internacional    | RS | 189    |
| 11º  | Atlético Mineiro | MG | 181    |
| 12º  | Bahia            | BA | 156    |

Os 12 primeiros do ranking (31 de dezembro de 2010)
| Pos. | Clube            | UF | Pontos |
| ---- | ---------------- | -- | ------ |
| 1º   | São Paulo        | SP | 386    |
| 2º   | Flamengo         | RJ | 363    |
| 3º   | Santos           | SP | 342    |
| 4º   | Palmeiras        | SP | 315    |
| 5º   | Grêmio           | RS | 301    |
| 6º   | Corinthians      | SP | 300    |
| 7º   | Cruzeiro         | MG | 298    |
| 8º   | Internacional    | RS | 295    |
| 9º   | Vasco da Gama    | RJ | 257    |
| 10º  | Fluminense       | RJ | 246    |
| 11º  | Atlético Mineiro | MG | 192    |
| 12º  | Bahia            | BA | 167    |

Os 12 primeiros do ranking (final da Temporada de 2020)
| Pos. | Clube            | UF | Pontos |
| ---- | ---------------- | -- | ------ |
| 1º   | Flamengo         | RJ | 465    |
| 2º   | Corinthians      | SP | 424    |
| 3º   | Palmeiras        | SP | 410    |
| 4º   | São Paulo        | SP | 402    |
| 5º   | Santos           | SP | 400    |
| 6º   | Cruzeiro         | MG | 368    |
| 7º   | Grêmio           | RS | 355    |
| 8º   | Internacional    | RS | 326    |
| 9º   | Vasco da Gama    | RJ | 281    |
| 10º  | Fluminense       | RJ | 271    |
| 11º  | Atlético Mineiro | MG | 251    |
| 12º  | Bahia            | BA | 186    |

## Melhor colocação dos clubes ao longo da história
Período (31 de dezembro de 1950 até 31 de dezembro de 2023)
| Clube            | UF | Pos. | Período                                   |
| ---------------- | -- | ---- | ----------------------------------------- |
| Fluminense       | RJ | 1º   | (1950 a 1953 e 1959 a 1961)               |
| Corinthians      | SP | 1º   | (1954 a 1958 e 2017 a 2018)               |
| Santos           | SP | 1º   | (1962 a 1991, 1998 e 2016)                |
| Flamengo         | RJ | 1º   | (1992 a 1997 e 2001 a 2004 e 2019 a 2023) |
| Palmeiras        | SP | 1º   | (1999 e 2000)                             |
| São Paulo        | SP | 1º   | (2005 a 2015)                             |
| Vasco da Gama    | RJ | 3º   | (1952 a 1959)                             |
| Grêmio           | RS | 3º   | (2001)                                    |
| Atlético Mineiro | MG | 4º   | (1958)                                    |
| Botafogo         | RJ | 4º   | (1968 a 1973)                             |
| Internacional    | RS | 4º   | (1976 e 1978 a 1980)                      |
| Cruzeiro         | MG | 5º   | (2004 e 2014)                             |

## Década de 1960
Os 5 clubes que mais pontuaram no ranking (31 de dezembro de 1960 a 31 de dezembro de 1970)
| Pos. | Clube     | UF | Pontos |
| ---- | --------- | -- | ------ |
| 1º   | Santos    | SP | 219    |
| 2º   | Palmeiras | SP | 58     |
| 3º   | Botafogo  | RJ | 48     |
| 4º   | Cruzeiro  | MG | 36     |
| 5º   | Grêmio    | RS | 28     |

## Década de 1970
Os 5 clubes que mais pontuaram no ranking (31 de dezembro de 1970 a 31 de dezembro de 1980)
| Pos. | Clube         | UF | Pontos |
| ---- | ------------- | -- | ------ |
| 1º   | Internacional | RS | 73     |
| 2º   | Palmeiras     | SP | 48     |
| 3º   | Flamengo      | RJ | 45     |
| 4º   | Cruzeiro      | MG | 40     |
| 5º   | São Paulo     | SP | 33     |

## Década de 1980
Os 5 clubes que mais pontuaram no ranking (31 de dezembro de 1980 a 31 de dezembro de 1990)
| Pos. | Clube     | UF | Pontos |
| ---- | --------- | -- | ------ |
| 1º   | Flamengo  | RJ | 114    |
| 2º   | Grêmio    | RS | 96     |
| 3º   | Coritiba  | PR | 42     |
| 4º   | São Paulo | SP | 39     |
| 5º   | Bahia     | BA | 36     |

## Década de 1990
Os 5 clubes que mais pontuaram no ranking (31 de dezembro de 1990 a 31 de dezembro de 2000)
| Pos. | Clube         | UF | Pontos |
| ---- | ------------- | -- | ------ |
| 1º   | São Paulo     | SP | 160    |
| 2º   | Cruzeiro      | MG | 107    |
| 3º   | Palmeiras     | SP | 102    |
| 4º   | Vasco da Gama | RJ | 88     |
| 5º   | Grêmio        | RS | 86     |

## Década de 2000
Os 5 clubes que mais pontuaram no ranking (31 de dezembro de 2000 a 31 de dezembro de 2010)
| Pos. | Clube         | UF | Pontos |
| ---- | ------------- | -- | ------ |
| 1º   | Internacional | RS | 106    |
| 1º   | São Paulo     | SP | 106    |
| 3º   | Corinthians   | SP | 64     |
| 4º   | Flamengo      | RJ | 61     |
| 5º   | Santos        | SP | 60     |